# إيلاري بلازي
إيلاري بيلاسي (28 أبريل 1981-)، هي فتاة استعراض إيطالية وعارضة أزياء وشخصية تلفزيونية وممثلة سابقة. وهي زوجة لاعب كرة القدم الإيطالي السابق فرانشيسكو توتي.

## حياتها
ولدت إيلاري في روما لوالديها روبرتو ودانييلا. سمتها والدتها على اسم إحدى بطلات أفلامها الغربية المفضلة. لدى بلاسي شقيقتان هما ميلوري وسيلفيا. تعرفت بلاسي على الأعمال الاستعراضية من قبل والدتها. وكما أعلنت في مقابلة أخبرت إحدى الجارات والدتها أن هناك وكالة تبحث عن طفلة شقراء بعيون زرقاء لتظهر في إعلان لشركة "بانيتوني جالبوسيرا"؛ جلبت دانييلا بلاسي إلى فريق التمثيل وتم اختيارها لوظيفتها الأولى.

## حياتها الخاصة
لديها شقيقتان سيلفيا وميلوري، وايلاري هي الأخت الثانية (الوسطى) بين الأخوات الثلاث. تزوجت من اللاعب الإيطالي الشهير فرانشيسكو توتي في 19 حزيران 2005 وأنجبت منه ولد هو كرستيان وبنتان هما شانيل و ايزابیلا.

## روابط خارجية
- إيلاري بلازي على موقع IMDb (الإنجليزية)
- إيلاري بلازي على موقع روتن توميتوز (الإنجليزية)
- إيلاري بلازي على موقع قاعدة بيانات الفيلم (الإنجليزية)